# Atypidae
Atypidae este o familie de păianjeni din subordinul Mygalomorphae. Se deosebesc prin chelicerele masive. Masculii au o colorație policromatică, femele sunt de culoare roșie sau brun. 

## Modul de viață
Păianjenii Atypidae (în literatura de specialitate în limba engleză numiți și tarantule atipice) construiesc vizuini cu o adâncime de cca 8 cm. Pereții sunt tapetați cu mătase care se înalță, în formă de tub, deasupra vizuinii până la înălțimea de 20 cm. Tubul este mascat cu particule de sol și resturi vegetale, de aceea este greu de-l observat. Păianjenul așteaptă în interiorul tubului până când cineva nu va atinge pânza. Simțind vibrațiile pânzei, el se reiezește spre victimǎ și o aduce în vizuină. În cază de pericol se retrage sau atacă inamicul cu chelicerele puternice.

## Reproducere
Dimorfismul sexual este evidențiat în dimensiune corpului. Femelele genului Atypus au o lungime de 7 - 21 mm, iar masculii - 12 mm; femelele gen. Calommata au 23 - 30 mm, masculii aproximativ 7 mm. Toamna, în perioada împerecherii, masculii părăsesc vizuinele în căutarea femelei. După acuplare, masculul și femele trăiesc împreună câteva luni. După moartea masculului, femela consuma trupul acestuia pentru a asigura dezvoltarea ovulelor cu nutrienți. Femela depune coconul cu ouă în vizuină. Peste un an de la eclozare, juvenilii ajung la dimensiunile adulților, iar peste patru ani devin maturi capabili să se reproducă. 

## Sistematica
Familia cuprinde 3 genuri:
- Atypus Latreille, 1804 — Europa, Asia, Africa de Nord, America de Nord (29 specii)
- Calommata Lucas, 1837 — Asia, Africa (7 specii);
- Sphodros Walckenaer, 1835 — SUA, Mexic (7 specii)